# Remonteschule (Gardelegen)
Die Remonteschule war eine Kaserne zur Ausbildung von Kavallerie bzw. Remonten in der Hansestadt Gardelegen.
In Gardelegen existierte seit den 1920er Jahren eine Reit- und Fahrschule der Provinz Sachsen. Nachdem Gardelegen 1937 wieder Garnisonsstadt geworden war, wurde diese Schule eine militärische Einrichtung mit bombensicherem Stabsgebäude und Ställen.
Mehr als 1000 KZ-Häftlinge wurden nach ihrem Eintreffen in Gardelegen im April 1945 nach Todesmärschen aus den KZ Mittelbau-Dora und Hannover-Stöcken in den Gebäuden der Remonteschule eingepfercht. SS-Wachmannschaften, Angehörige der Wehrmacht, des Reichsarbeitsdienstes, des Volkssturms und anderer NS-Organisationen führten sie von dort am Abend des 13. April 1945 an den Stadtrand und ermordeten sie beim Massaker in der Isenschnibber Feldscheune.
Nach dem Abzug der sowjetischen Soldaten wurden die Gebäude der Remonteschule in den 1990er Jahren abgerissen. Das Areal war anschließend Grünfläche und wurde nach einigen Jahren mit Wohnhäusern bebaut.